# لین چیونگ یینگ
لین چیونگ یینگ (انگلیسی: Lin Chiung-ying؛ زادهٔ ۲ نوامبر ۱۹۸۷) بازیکن فوتبال اهل استرالیا است.
وی همچنین در تیم‌های ملی فوتبال زنان تایوان و Chinese Taipei women's national futsal team بازی کرده‌است.